# Parasbecesta ituriensis
Parasbecesta ituriensis is een keversoort uit de familie bladkevers (Chrysomelidae). De wetenschappelijke naam van de soort werd in 1924 gepubliceerd door Julius Weise.